# Anna Clasina Leijer
Anna Clasina Leijer (Den Helder, 11 augustus 1860 – aldaar, 28 september 1916) was een Nederlands fotograaf. Zij was een van de eerste Nederlandse vrouwen die dit beroep uitoefende in de laat-negentiende en vroeg-twintigste eeuw. Als fotograaf heeft zij een belangrijke bijdrage geleverd aan het op de kaart zetten van Den Helder. Haar werk werd aangekocht door het Rijksmuseum Amsterdam, het Marinemuseum en het Scheepvaartmuseum. Werk van haar hand werd tevens geschonken aan koningin Wilhelmina en maakt nu deel uit van de Koninklijke Verzamelingen.

## Leven
Leijer werd op zaterdag 11 augustus 1860 in Den Helder geboren in een welvarende familie. Ze was een dochter van Nicholaas Jacobus Leijer, opzichter bij 's Rijkswerf, en Johanna Catharina Prins. Anna Clasina had drie broers en drie zussen. De familie Leijer had een brede maatschappelijke interesse. Velen emigreerden naar het buitenland. Haar oudste broer, Jacob Christiaan Leijer, was werkzaam als hoofdopzichter bij publieke werken in Pretoria, Zuid-Afrika. Twee andere broers woonden in New York en Chili. Een zuster woonde in Soerabaja, Indonesië. Anna Clasina Leijer bleef echter achter in Den Helder, waar zij haar hele leven woonde. Zij bleef ongetrouwd en kinderloos. Op donderdag 28 september 1916 overleed zij op 56-jarige leeftijd in het gemeenteziekenhuis aan de Kerkgracht

## Werk
Het is onduidelijk wanneer Leijer begon als professioneel fotograaf. Rond 1891 duikt haar naam voor het eerst op. Ze had een fotostudio aan huis aan de Kerkgracht 20 in Den Helder, vlak bij de Petrus en Pauluskerk. Een advertentie uit 1894, gepubliceerd in ’t Vliegend Blaadje, leest:
'Mej. A.C. Leijer, Kerkgracht 20, beveelt zich aan tot het fotograferen van familie- en gezelschapgroepen, gebouwen, interieurs, grafmonumenten en foto's van marineschepen.'
Leijer maakte veel foto's voor de Koninklijke Marine. Haar overgeleverde foto's tonen voornamelijk oorlogsschepen en koninklijk bezoek aan de Den Helderse marinehaven en stad. Leijer heeft de binnenstad ook op de gevoelige plaat vastgelegd, onder andere de Spoorstraat en het Nieuwe Diep.  
Tijdens de Nationale Tentoonstelling van Vrouwenarbeid 1898 werden foto's van vrouwelijke fotografen tentoongesteld. Leijers foto's maakten deel uit van deze expositie, alsmede van het Tentoonstellingsalbum 'Photographien.' Daarnaast maakte Leijer foto's van de Tentoonstelling zelf.  
Een advertentie van zaterdag 27 maart 1909, opnieuw gepubliceerd in ’t Vliegend Blaadje, kondigde de opheffing van Leijers fotostudio aan.

Nationale Tentoonstelling van Vrouwenarbeid 1898. Paviljoen waarop reclame voor Maggi voedingsproducten/bouillonsoepen.
Nationale Tentoonstelling van Vrouwenarbeid 1898. Paviljoen waarop de reclame voor Maggi voedingsproducten, bouillonsoepen.
Exterieur van het hoofdgebouw van de Nationale Tentoonstelling van Vrouwenarbeid 1898.
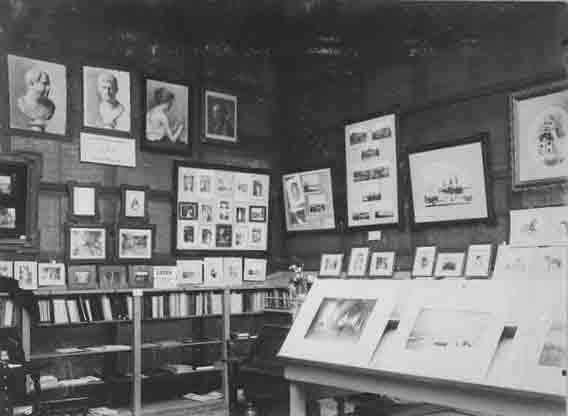
Fotografie en leeszaal van de Nationale Tentoonstelling van Vrouwenarbeid, Den Haag 1898
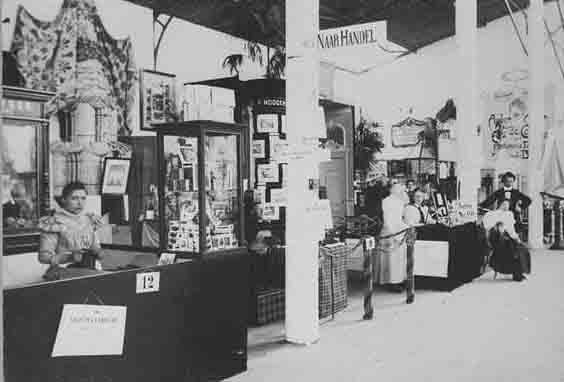
Sigarenmaakster op de Nationale Tentoonstelling van Vrouwenarbeid, Den Haag 1898

## Overige
Stichting Afgestoft heeft zich ten doel gesteld Anna Clasina Leijer een plaats te geven in de geschiedenis van Den Helder. Ter ere van haar honderdste sterfdag organiseerde de stichting in september 2016 een expositie met een deel van het nagelaten fotomateriaal van de fotografe. Er werd geld ingezameld om de verweerde grafzerk van Leijer te restaureren, deze werd in dezelfde maand onthuld. De Helderse postzegelhandel heeft ook postzegels ontworpen met het portret van Anna Clasina Leijer.

- International Standard Name Identifier: 0000 0004 5984 8233
- RKD-Nederlands Instituut voor Kunstgeschiedenis: 464483
- Virtual International Authority File: 5473148814307945330008